# Carcharhinus limbatus
El tiburón de puntas negras (Carcharhinus limbatus) es una especie de tiburón de la familia Carcharhinidae que habita zonas intertropicales del planeta. Puede llegar a los 2,70 m y puede vivir 12 años.

## Características

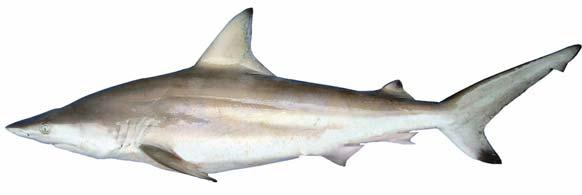
Tiburón de puntas negras.

## Fisiología
El sistema digestivo es más largo que el cuerpo, la faringe conduce a un esófago corto y amplio que se abre en el estómago en forma de U. La respiración se efectúa por medio de branquias, así el agua entra por la boca entre los arcos branquiales y sale a través de la abertura branquial aportando oxígeno a los vasos sanguíneos.